# Erratomyces patelii
Erratomyces patelii är en svampart som först beskrevs av Pavgi & Thirum., och fick sitt nu gällande namn av M. Piepenbr. & R. Bauer 1997. Erratomyces patelii ingår i släktet Erratomyces och familjen Tilletiaceae.   Inga underarter finns listade i Catalogue of Life.